# Girl Who Got Away
Girl Who Got Away ist das vierte Studioalbum der britischen Sängerin Dido.

## Entstehungsgeschichte
Nach der Veröffentlichung ihres dritten Studioalbums Safe Trip Home beabsichtigte Dido schnell ein neues Album herauszubringen. Sie nahm einige Lieder in Studios in London und Los Angeles auf. Nebenbei produzierte sie noch zwei Lieder für die Soundtracks von Sex and the City 2 und 127 Hours. Letzterer erhielt dabei sogar eine Oscar-Nominierung. Nachdem sie Ende 2010 schwanger wurde, unterbrach sie jedoch die Arbeiten am Album um sich auf die Familie zu konzentrieren. 2012 entschied sie sich schließlich zusammen mit ihrem Bruder und Produzenten Rollo Armstrong das Album abzuschließen.

## Titelliste
| Nr. | Titel                                     | Autor(en)                                                         | Produzenten                        | Länge |
| --- | ----------------------------------------- | ----------------------------------------------------------------- | ---------------------------------- | ----- |
| 1.  | No Freedom                                | Dido, Rick Nowels                                                 | Rollo Armstrong, Dido, Rick Nowels | 3:16  |
| 2.  | Girl Who Got Away                         | Dido, Rollo Armstrong                                             | Dido, Rollo Armstrong              | 3:23  |
| 3.  | Let Us Move On (featuring Kendrick Lamar) | Dido, Rollo Armstrong, Jeff Bhasker, Kendrick Lamar, Pat Reynolds | Rollo Armstrong, Dido              | 4:10  |
| 4.  | Blackbird                                 | Dido, Rollo Armstrong                                             | Rollo Armstrong, Dido              | 4:09  |
| 5.  | End of Night                              | Dido, Greg Kurstin                                                | Greg Kurstin                       | 3:58  |
| 6.  | Sitting on the Roof of the World          | Dido, Rick Nowels, Rollo Armstrong                                | Rollo Armstrong, Dido              | 3:18  |
| 7.  | Love to Blame                             | Dido, Rollo Armstrong, John Harrison, Vera Bohl                   | Rollo Armstrong, Dido, P*Nut       | 4:36  |
| 8.  | Go Dreaming                               | Dido, Rollo Armstrong, Rick Nowels                                | Rollo Armstrong, Dido              | 4:24  |
| 9.  | Happy New Year                            | Dido, Greg Kurstin, Rollo Armstrong                               | Greg Kurstin                       | 3:29  |
| 10. | Loveless Hearts                           | Dido, Rollo Armstrong                                             | Rollo Armstrong, Dido              | 3:05  |
| 11. | Day Before We Went to War                 | Dido, Rollo Armstrong, Brian Eno                                  | Rollo Armstrong, Dido              | 5:12  |

| Nr. | Titel                                             | Autor(en)                                                | Produzenten                         | Länge |
| --- | ------------------------------------------------- | -------------------------------------------------------- | ----------------------------------- | ----- |
| 12. | Let Us Move On (Jeff Bhasker und Plain Pat Remix) | Dido, Rollo Armstrong, Jeff Bhasker, Lamar, Pat Reynolds | Jeff Bhasker, Plain Pat             | 4:32  |
| 13. | All I See (featuring Pete Miser)                  | Dido, Pete Ho                                            | Dido, Rollo Armstrong, Miser        | 3:44  |
| 14. | Just Say Yes                                      | Dido, Lester Mendez, Rollo Armstrong                     | Rollo Armstrong, Dido               | 3:35  |
| 15. | Let’s Runaway                                     | Dido, Greg Kurstin                                       | Greg Kurstin                        | 4:23  |
| 16. | Everything to Lose (Armin Van Buuren Remix)       | Dido, Ayalah Bentovim, Rollo Armstrong                   | Rollo Armstrong, Dido, Sister Bliss | 5:55  |
| 17. | Lost                                              | Dido, Jon Brion, Matt Chamberlain                        | Jon Brion                           | 4:17  |

| Nr. | Titel                            | Autor(en)         | Produzenten                        | Länge |
| --- | -------------------------------- | ----------------- | ---------------------------------- | ----- |
| 18. | No Freedom (Benny Benassi Remix) | Dido, Rick Nowels | Rollo Armstrong, Dido, Rick Nowels | 5:58  |

| Nr. | Titel                        | Autor(en)         | Produzenten                        | Länge |
| --- | ---------------------------- | ----------------- | ---------------------------------- | ----- |
| 18. | No Freedom (Tom Swoon Remix) | Dido, Rick Nowels | Rollo Armstrong, Dido, Rick Nowels | 5:58  |

## Veröffentlichung
Die Trackliste des Albums veröffentlichte Dido am 10. Dezember 2012 auf Instagram. Ebenfalls Mitte Dezember 2012 wurde mit Let Us Move On, eine Kollaboration mit dem Rapper Kendrick Lamar, die erste Single veröffentlicht. Das Albumcover wurde am 9. Januar 2013 präsentiert. Am 31. Januar 2013 hatte sie für geladene Gäste und Presse einen Liveauftritt in einem Londoner Privatclub, ihrem ersten Auftritt in über fünf Jahren, in welchem sie Lieder des Albums vorstellte. Ende Februar erschien mit No Freedom eine weitere Single. Das Album erschien am 4. März 2013 in Europa und am 26. März 2013 in den USA. Am 5. Mai 2013 veröffentlichte sie End of Night als Singleauskopplung.

## Rezeption

### Kritiken
Das Album erhielt überwiegend eine durchschnittliche Bewertung. Metacritic vergab einen Wert von 59/100 Punkten, basierend auf 12 Kritiken. Von diesen fielen acht gemischt und vier positiv aus.
Stephen Thomas Erlewine von AllMusic lobte den Stil und nannte das Album anspruchsvoll und dennoch sinnlich. Für ihn wäre das Album im Kontrast zum vorherigen weniger auf Häuslichkeit zugeschnitten und mehr auf einen Ausgehabend. Für Nick Levine von BBC Music war das Album mit seinen offenen Texten und freundlichen Melodien angenehm zu hören. Er kritisierte die stellenweise bedeutungslose Sentimentalität, lobte jedoch die überwiegend transportierte Nachfühlbarkeit und Rührung. Laurence Green von MusicOMH nannte das Album nett und ruhig. Es werde zwar kein Neuland betreten, jedoch wäre dies auch nie die Absicht gewesen.
Caroline Sullivan vom Guardian fand vor allem das Einstiegslied störend, da für sie Dido dort lustlos klang. Der restliche Teil des Albums sei dagegen interessant und unterscheide sich positiv von den ihrer Meinung nach faden Vorgängeralben. Ihr Fazit lautete, dass das Album zumindest nicht den Wunsch wecke etwas anderes zu hören. Andy Johnson von PopMatters fand das Album insgesamt langweilig, Dido hätte sich kaum weiterentwickelt. Die Veränderung, die sie vorgenommen hat, seinen nur halbherzig, unausgereift und im Falle von Let Us Move On auch abgedroschen. Er fand jedoch auch gute Lieder und lobte insbesondere Love to Blame.
Andy Gill vom Independent sah in dem Album wenig gutes und empfand vor allem die Texte als schwach. Seiner Meinung nach hätten diese auch von einem Computer, der Loose Women gesehen habe, stammen können. Lobend äußerte er sich jedoch über Sitting on the Roof of the World. John Pareles von der New York Times empfahl nicht zu viel vom Album zu erwarten, das nur nach Trost verlange.

### Chartplatzierungen
| ChartsChartplatzierungen       | Höchstplatzierung | Wochen |
| ------------------------------ | ----------------- | ------ |
| Deutschland (GfK)              | 2 (8 Wo.)         | 8      |
| Österreich (Ö3)                | 6 (4 Wo.)         | 4      |
| Schweiz (IFPI)                 | 2 (11 Wo.)        | 11     |
| Vereinigte Staaten (Billboard) | 32 (1 Wo.)        | 1      |
| Vereinigtes Königreich (OCC)   | 5 (12 Wo.)        | 12     |

| ChartsJahrescharts (2013) | Platzierung |
| ------------------------- | ----------- |
| Schweiz (IFPI)            | 76          |

### Auszeichnungen für Musikverkäufe
| Land/Region                  | Auszeichnungen für Musikverkäufe (Land/Region, Auszeichnung, Verkäufe) | Verkäufe |
| ---------------------------- | ---------------------------------------------------------------------- | -------- |
| Polen (ZPAV)                 | Gold                                                                   | 10.000   |
| Vereinigtes Königreich (BPI) | Silber                                                                 | 60.000   |
| Insgesamt                    | 1× Silber · 1× Gold ·                                                  | 70.000   |

Hauptartikel: Dido (Sängerin)/Auszeichnungen für Musikverkäufe